# Diócesis de Daule

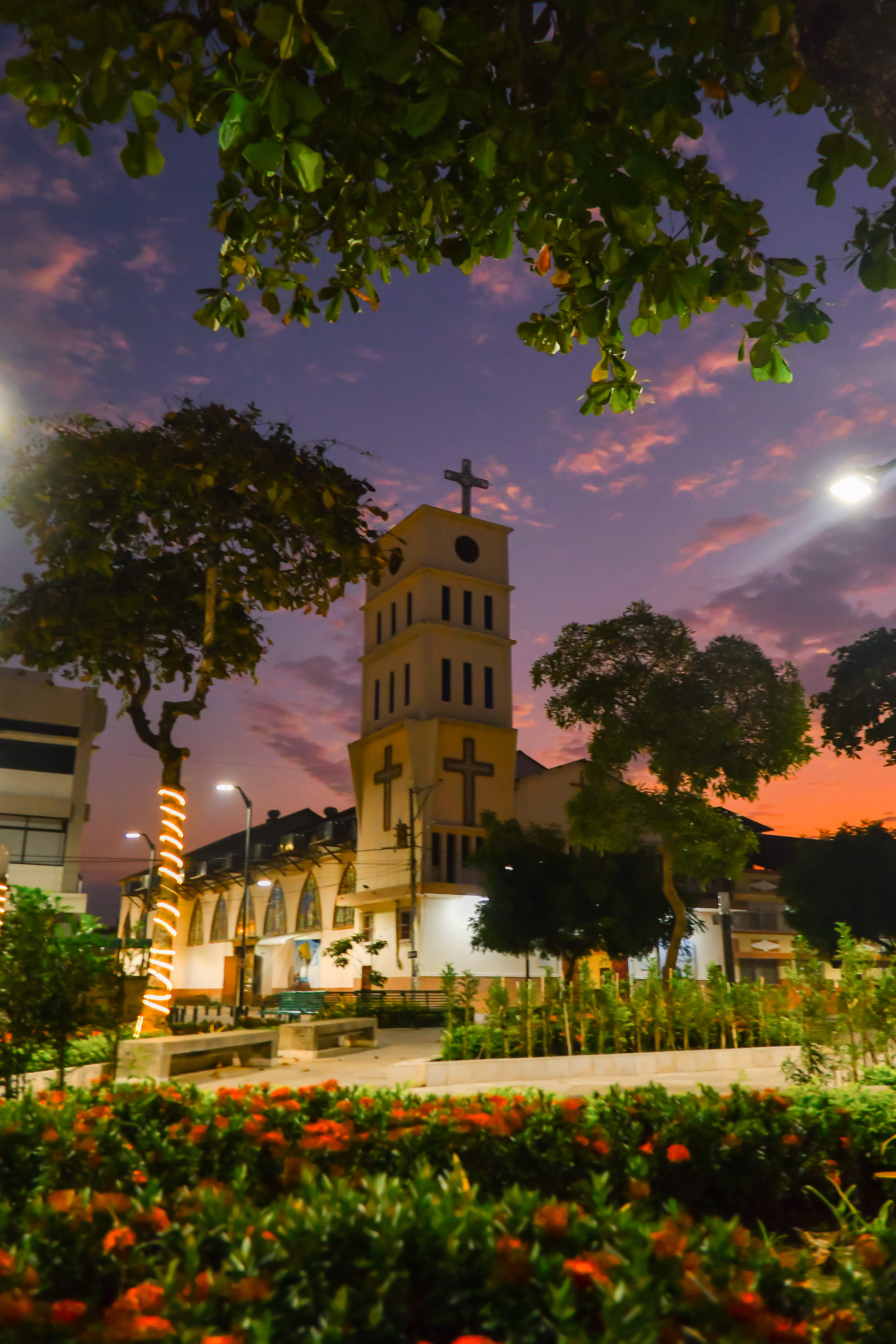

La diócesis de Daule (en latín: Dioecesis Daulensis) es una circunscripción eclesiástica de la Iglesia católica en Ecuador. Se trata de una diócesis latina, sufragánea de la arquidiócesis de Guayaquil. Desde el 22 de abril de 2022 su obispo es Krzysztof Kudławiec.

## Territorio y organización
La diócesis tiene 5992.33 km² y extiende su jurisdicción sobre los fieles católicos de rito latino residentes en los cantones de: Daule, Balzar, Colimes, El Empalme, Isidro Ayora, Lomas de Sargentillo, Nobol, Palestina, Pedro Carbo, Samborondón, Santa Lucía y Salitre, en la parte septentrional de la provincia del Guayas. Lo que correspondía a la vicaría zonal Daule de la arquidiócesis de Guayaquil.
La sede de la diócesis se encuentra en la ciudad de Daule, en donde se halla la Catedral Santuario del Señor de los Milagros. En Narcisa de Jesús se halla el Santuario Nacional Santa Narcisa de Jesús.
En 2022 en la diócesis existían 27 parroquias.

## Historia
La diócesis fue erigida el 2 de febrero de 2022 por el papa Francisco mediante la bula Suscipientes misericordiam, obteniendo el territorio de la arquidiócesis de Guayaquil.
Giovanni Battista Piccioli, fue elegido obispo al mismo tiempo de la erección de la diócesis. Luego renunció a tomar posesión el 17 de marzo del mismo año. Luis Cabrera Herrera fue nombrado administrador apostólico.
El 22 de abril de 2022 fue nombrado obispo Krzysztof Kudławiec, tomando posesión el 25 de junio de 2022.

## Estadísticas

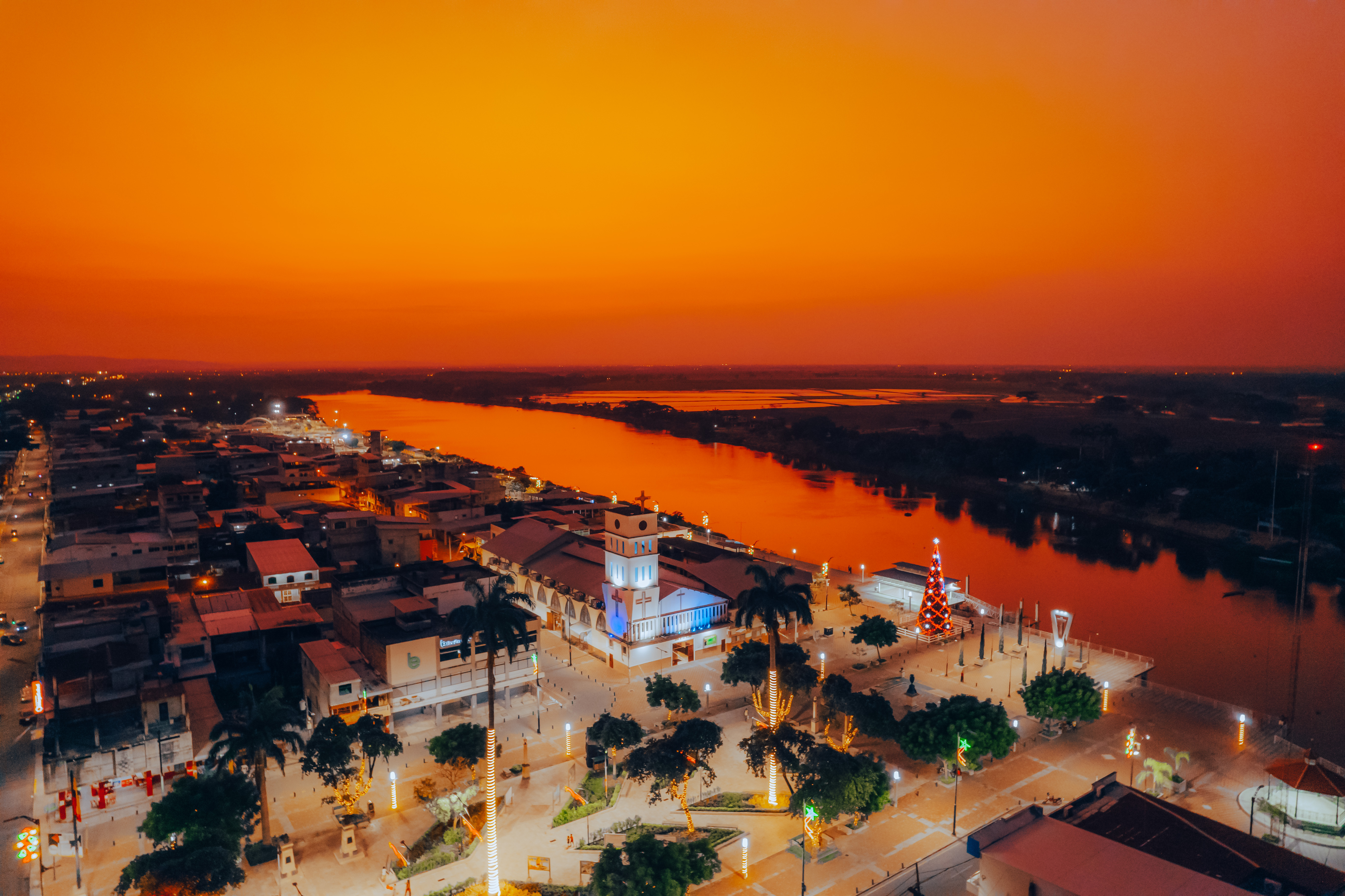
FOTOGRAFIA AL ATARDECER DE LA IGLESIA SEÑOR DE LOS MILAGROS EN EL CANTON DAULE. AUTOR: SAMUEL SALAS

Según el Anuario Pontificio 2023 la diócesis tenía a fines de 2022 un total de 395 000 fieles bautizados.
| Año                                                                             | Población            | Población | Población      | Sacerdotes | Sacerdotes    | Sacerdotes    | Bautizados por sacerdote | Diáconos permanentes | Religiosos | Religiosos | Parroquias |
| Año                                                                             | Bautizados católicos | Total     | % de católicos | Total      | Clero secular | Clero regular | Bautizados por sacerdote | Diáconos permanentes | Varones    | Mujeres    | Parroquias |
| ------------------------------------------------------------------------------- | -------------------- | --------- | -------------- | ---------- | ------------- | ------------- | ------------------------ | -------------------- | ---------- | ---------- | ---------- |
| 2022                                                                            | 395 000              | 471 000   | 83.8           | 28         | 28            |               | 14 107                   |                      |            |            | 27         |
| Fuente: Catholic-Hierarchy, que a su vez toma los datos del Anuario Pontificio. |                      |           |                |            |               |               |                          |                      |            |            |            |

## Episcopologio
| Foto | Escudo | Titular                                    | Período                      | Período             | Fin del cargo (razón) |
| Foto | Escudo | Titular                                    | Inicio                       | Fin                 | Fin del cargo (razón) |
| ---- | ------ | ------------------------------------------ | ---------------------------- | ------------------- | --------------------- |
|      |        | Giovanni Battista Piccioli (obispo electo) | 2 de febrero de 2022         | 17 de marzo de 2022 | Renunció              |
|      |        | Krzysztof Kudławiec                        | Desde el 22 de abril de 2022 |                     |                       |